# Юйцзюлюй Футу
Юйцзюлюй Футу (кит. упр. 郁久閭伏圖, пиньинь Yùjiǔlǘ Fútú) (тронное имя. Тохань  Хан (佗汗可汗)) — девятый каган жужаней с 506 года по 508 год н. э.

## Правление
Правление своё по-китайски назвал Шипин (始平) — небесное начало (дословно) или «спокойствие». В 506 отправил Гэси Вулуба с дарами и предложением мира империи Северная Вэй. Юань Кэ велел министрам передать послу, что жужани — потомки рабов, прежние императоры только из милости общались с ними, жужани скоро утратят свои земли. Посол уехал ни с чем.
В 507 Футу отправил императору письмо (на китайском) и собольи меха. Император ответил, что мир с Вэй можно заслужить, воюя с гаоцзюйцами. Футу отправился войной на Гаоцзюй, где был убит царём Мивоту.